# Роса, Дон
Кено Дон Хуго Роса (англ. Keno Don Hugo Rosa; род. 29 июня 1951) — американский иллюстратор и автор комиксов, известный своими рассказами о Скрудже Макдаке, Дональде Даке и других персонажах Диснея, которых создал Карл Баркс.

## Биография
Роса родился в американском городе Луисвилл штата Кентукки. С детства проявлял таланты художника, но его рисунки, как правило, носили характер иллюстраций к определённому рассказу. В 1969 году он поступил в Университет Кентукки, который закончил в 1973 году, получив степень бакалавра искусств в гражданском строительстве.
В 1985 году для издательства Gladstone Роса написал свой первый рассказ о Скрудже Макдаке — «Сын солнца» (англ. «Son of the Sun»). Его работа имела крупный успех, поэтому он продолжил писать комиксы для издательства вплоть до 1989 года, пока Дисней, их лицензиар, не ввёл политику, запрещающую возвращать оригинальные работы их авторам. Поскольку часть заработка Росы шла от собственных продаж комиксов, это условие было для него неприемлемым и он вынужден был начать искать новое издательство.
Некоторое время Роса работал на голландское издательство Oberon, а затем писал рассказы для детского журнала «DuckTales».
В 1990 году он устроился работать в издательство «Egmont». В 1991 Роса начал работать над комиксом «Жизнь и времена Скруджа Макдака», в котором Скрудж был изображён застенчивым чистильщиком обуви, уроженцем Глазго, который отправляется в США, чтобы испытать судьбу. Рассказ в двенадцати главах в 1995 году получил престижную Премию Уилла Айснера и стал одной из наиболее значимых работ Росы.
Летом 2002 года Роса временно прекратил свою работу, поскольку был недоволен качеством его комиксов, выпускаемых издательством Egmont и требовал получить больше контроля над публикацией его работ. Прийти к соглашению с издательством ему удалось в декабре этого же года.
В 2008 году Роса объявил, что прекращает работу. Он назвал три причины своего отхода от дел: проблемы с глазом (до этого ему пришлось перенести хирургическое вмешательство), низкая зарплата и проблемы с авторскими правами.